# Angola aux Jeux olympiques d'été de 2024
L'Angola participe aux Jeux olympiques de 2024 à Paris. Il s'agit de sa 11e participation à des Jeux olympiques d'été.
La handballeuse Azenaide Carlos est nommée porte-drapeau de la délégation en juin 2024 ; le judoka Edmilson Pedro est aussi nommé à ses côtés.

## Nombre d’athlètes qualifiés par sport
Voici la liste des qualifiés et sélectionnés angolais par sport (remplaçants compris) :
| Sport                                 | Hommes | Femmes | Total |
| ------------------------------------- | ------ | ------ | ----- |
| Athlétisme                            | 1      | -      | 1     |
| Aviron                                | 1      | -      | 1     |
| Canoë-kayak                           | 2      | -      | 2     |
| Handball                              | -      | 14     | 14    |
| Judo                                  | 1      | -      | 1     |
| Sports aquatiques • Natation sportive | 1      | 1      | 2     |
| Voile                                 | 2      | 1      | 3     |
| Total                                 | 8      | 16     | 24    |

## Résultats

### Athlétisme
| Athlètes      | Épreuve      | Tour préliminaire | Tour préliminaire | Premier tour | Premier tour | Demi-finales | Demi-finales | Finale  | Finale  |
| Athlètes      | Épreuve      | Temps             | Rang              | Temps        | Rang         | Temps        | Rang         | Temps   | Rang    |
| ------------- | ------------ | ----------------- | ----------------- | ------------ | ------------ | ------------ | ------------ | ------- | ------- |
| Marcos Santos | 100 m hommes | 10 s 31           | 2e                | 10 s 40      | 7e           | Éliminé      | Éliminé      | Éliminé | Éliminé |

### Aviron
| Athlètes     | Compétition  | Série         | Série | Repêchage    | Repêchage | Quart de finale | Quart de finale | Demi-finale                  | Demi-finale | Finale                 | Finale |
| Athlètes     | Compétition  | Temps         | Rang  | Temps        | Rang      | Temps           | Rang            | Temps                        | Rang        | Temps                  | Rang   |
| ------------ | ------------ | ------------- | ----- | ------------ | --------- | --------------- | --------------- | ---------------------------- | ----------- | ---------------------- | ------ |
| André Matias | Skiff hommes | 7 min 52 s 78 | 6e    | 8 min 1 s 98 | 5e        | Non qualifié    | Non qualifié    | Demi-finale E/F 8 min 1 s 63 | 4e          | Finale F 7 min 30 s 43 | 32e    |

### Canoë-kayak
| Athlète                       | Compétition       | Séries        | Séries | Quarts de finale | Quarts de finale | Demi-finales  | Demi-finales  | Finales A, B, C        | Finales A, B, C |
| Athlète                       | Compétition       | Temps         | Rang   | Temps            | Rang             | Temps         | Rang          | Temps                  | Rang            |
| ----------------------------- | ----------------- | ------------- | ------ | ---------------- | ---------------- | ------------- | ------------- | ---------------------- | --------------- |
| Benilson Sanda                | C1 1 000 m hommes | 4 min 11 s 40 | 5e     | 4 min 12 s 73    | 5e               | Éliminé       | Éliminé       | Éliminé                | Éliminé         |
| Manuel António Benilson Sanda | C2 500 m hommes   | 1 min 51 s 53 | 6e     | 1 min 49 s 00    | 6e               | Non qualifiés | Non qualifiés | Finale B 1 min 55 s 74 | 12e             |

### Handball
| Joueuses | Épreuve         | Premier tour           | Premier tour           | Premier tour      | Premier tour         | Premier tour         | Premier tour | Quart de finale  | Demi-finale      | Finale / MB      | Rang      |
| Joueuses | Épreuve         | Adversaire Score       | Adversaire Score       | Adversaire Score  | Adversaire Score     | Adversaire Score     | Rang         | Adversaire Score | Adversaire Score | Adversaire Score | Rang      |
| --- | --------------- | ---------------------- | ---------------------- | ----------------- | -------------------- | -------------------- | ------------ | ---------------- | ---------------- | ---------------- | --------- |
| Marta Alberto Vilma Nenganga Liliane Mario Juliana Machado Dolores Rosário Helena Paulo Natália Santos Albertina Kassoma Marília Quizelete Natália Kamalandua Fonseca Chelcia Gabriel Stelvia Pascoal Eliane Paulo Azenaide Carlos | Tournoi féminin | Pays-Bas Défaite 31-34 | Espagne Victoire 26-21 | Hongrie Nul 31-31 | France Défaite 24-38 | Brésil Défaite 19-30 | 5e           | Éliminées        | Éliminées        | Éliminées        | Éliminées |

### Judo
| Athlète        | Compétition    | 1er tour            | 2e tour               | Quart de finale     | Demi-finale         | Repêchage           | Finale / CB         | Rang    |
| Athlète        | Compétition    | Adversaire Résultat | Adversaire Résultat   | Adversaire Résultat | Adversaire Résultat | Adversaire Résultat | Adversaire Résultat | Rang    |
| -------------- | -------------- | ------------------- | --------------------- | ------------------- | ------------------- | ------------------- | ------------------- | ------- |
| Edmilson Pedro | Moins de 66 kg | Dispensé            | Rahimov Défaite 01-10 | Éliminé             | Éliminé             | Éliminé             | Éliminé             | Éliminé |

### Natation
| Athlète              | Épreuve                 | Séries        | Séries | Demi-finales | Demi-finales | Finale   | Finale   |
| Athlète              | Épreuve                 | Temps         | Rang   | Temps        | Rang         | Temps    | Rang     |
| -------------------- | ----------------------- | ------------- | ------ | ------------ | ------------ | -------- | -------- |
| Henrique Mascarenhas | 100 m nage libre hommes | 52 s 52       | 64e    | Éliminé      | Éliminé      | Éliminé  | Éliminé  |
| Lia Lima             | 200 m papillon femmes   | 2 min 22 s 19 | 19e    | Éliminée     | Éliminée     | Éliminée | Éliminée |

### Voile
Nota : le résultat barré est le plus mauvais de l’athlète concerné. Il n’est pas pris en compte dans le total.
| Athlètes                      | Compétition  | Régates | Régates | Régates | Régates | Régates | Régates | Régates | Régates | Régates | Régates | Régates      | Total net | Classement |
| Athlètes                      | Compétition  | 1       | 2       | 3       | 4       | 5       | 6       | 7       | 8       | 9       | 10      | CM           | Total net | Classement |
| ----------------------------- | ------------ | ------- | ------- | ------- | ------- | ------- | ------- | ------- | ------- | ------- | ------- | ------------ | --------- | ---------- |
| Flipe Francisco Andre         | Laser hommes | 41      | 42      | 23      | 12      | 40      | 40      | 30      | 41      | Annulé  | Annulé  | Non qualifié | 227       | 39e        |
| Matias Montinho Manuela Paulo | 470 mixte    | 16      | 18      | 20      | 20      | 19      | 18      | 17      | 18      | Annulé  | Annulé  | Non qualifié | 126       | 19e        |